# Lorenzo Galossi
Lorenzo Galossi (Roma, 25 de mayo de 2006) es un deportista italiano que compite en natación, especialista en el estilo libre. Ganó dos medallas en el Campeonato Europeo de Natación de 2022, plata en 4 × 200 m libre y bronce en 800 m libre.

## Palmarés internacional
| Campeonato Europeo | Campeonato Europeo | Campeonato Europeo | Campeonato Europeo |
| Año                | Lugar              | Medalla            | Prueba             |
| ------------------ | ------------------ | ------------------ | ------------------ |
| 2022               | Roma (Italia)      | Medalla de plata   | 4 × 200 m libre    |
| 2022               | Roma (Italia)      | Medalla de bronce  | 800 m libre        |